# Збірна Судану з футболу

## Кубок світу
- 1930–1954 — не брав участі
- 1958 — вийшов із змагань під час кваліфікації
- 1962 — відмовився від участі
- 1966 — відмовився від участі
- 1970 — не пройшов кваліфікацію
- 1974 — не пройшов кваліфікацію
- 1978 — відмовився від участі
- 1982–1990 — не пройшов кваліфікацію
- 1994 — відмовився від участі
- 1998–2018 — не пройшов кваліфікацію

## Кубок Африки
| - 1957 — третє місце - 1959 — друге місце - 1962 — не пройшов кваліфікацію - 1963 — друге місце - 1965 — не пройшов кваліфікацію - 1968 — не пройшов кваліфікацію - 1970 — чемпіон - 1972 — груповий турнір - 1974 — не пройшов кваліфікацію - 1976 — груповий турнір - 1978 — відмовився від участі - 1980 — не пройшов кваліфікацію - 1982 — не брав участі - 1984 — не пройшов кваліфікацію - 1986 — відмовився від участі |  | - 1988–1996 — не пройшов кваліфікацію - 1998 — вийшов із змагань під час кваліфікації - 2000–2006 — не пройшов кваліфікацію - 2008 — груповий турнір - 2010 — не пройшов кваліфікацію - 2012 — чвертьфінал - 2013 — не пройшов кваліфікацію - 2015 — не пройшов кваліфікацію - 2017 — не пройшов кваліфікацію - 2019 — не пройшов кваліфікацію - 2021 — груповий турнір - 2023 |

## Відомі гравці
- Алі Ґаґарін